# Colonne Médicis

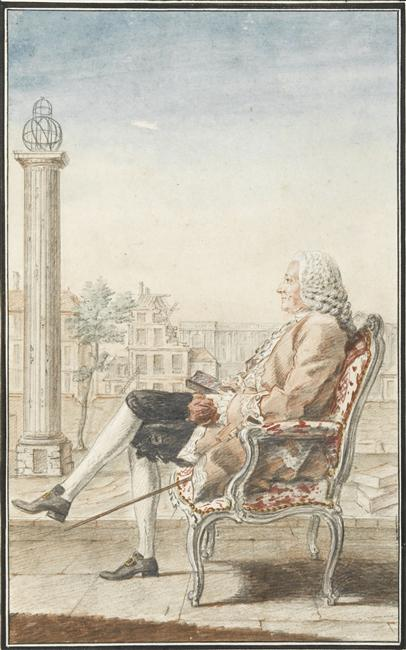
Louis Petit de Bachaumont gezeichnet von Louis Carmontelle, ca. 1748; im Hintergrund sieht man die Colonne Médicis

Die Colonne Médicis in Paris ist eine astrologische Säule aus dem 16. Jahrhundert. Sie ist seit 1975 ein geschütztes Baudenkmal (Monument historique). Die nächsten Stationen der Pariser Métro sind Louvre – Rivoli (Linie 1) und Les Halles (Linie 4).

## Geschichte
Die Säule, an die Ende des 19. Jahrhunderts die Bourse de commerce angebaut wurde, ist der letzte Überrest des Hôtel particulier, das die Königinmutter Katharina von Medici 1572 erbauen ließ. Sie soll von dem Astrologen Côme Ruggieri zur Sternenbeobachtung benutzt worden sein. 1748 rettete Louis Petit de Bachaumont die Säule vor der Zerstörung und schenkte sie der Stadt Paris.

## Beschreibung
Die dorische Säule wird dem Architekten Jean Bullant zugeschrieben. Sie hat eine Höhe von 31 Meter und einen Durchmesser von 3 Meter. Im Innern führt eine Treppe mit 147 Stufen zur Beobachtungsplattform. 18  Kanneluren schmücken die Säule, man sieht ebenfalls auf dem Säulenschaft kleine Kronen und das Monogramm C und H, das für Catherine und ihren Ehemann Heinrich II. steht. Teile des allegorischen Schmucks sind heute nicht mehr vorhanden.
Im Jahr 1812 wurde eine Gedenktafel mit lateinischer Inschrift und das Wappen der Stadt Paris angebracht.